# Emmanuelle Seigner
Emmanuelle Seigner (París, 22 de junio de 1966) es una actriz, ex modelo y cantante francesa. Es conocida por sus papeles en Le Scaphandre et le Papillon (2007), The Ninth Gate (1999) y Frantic (1988). Ha sido nominada a los Premios César a la mejor actriz por La Vénus à la fourrure (2013) y a dos Premios César a la mejor actriz de reparto por Place Vendôme (1998) y La vida en rosa (2007). Está casada con el director franco-polaco Roman Polanski, con el que ha participado en 6 películas: Frantic, Bitter Moon, The Ninth Gate, La Vénus à la fourrure, Basada en hechos reales y El oficial y el espía.

## Biografía
Seigner nació en París, Francia; su padre era fotógrafo y su madre, periodista. Es nieta del respetado actor de teatro y cine Louis Seigner (1903-1991), y su hermana es la afamada actriz Mathilde Seigner. También es sobrina de Françoise Seigner. 
Fue educada en un convento católico y empezó a trabajar como modelo a los catorce años de edad. Debido a su belleza obtuvo fama internacional como modelo profesional. 

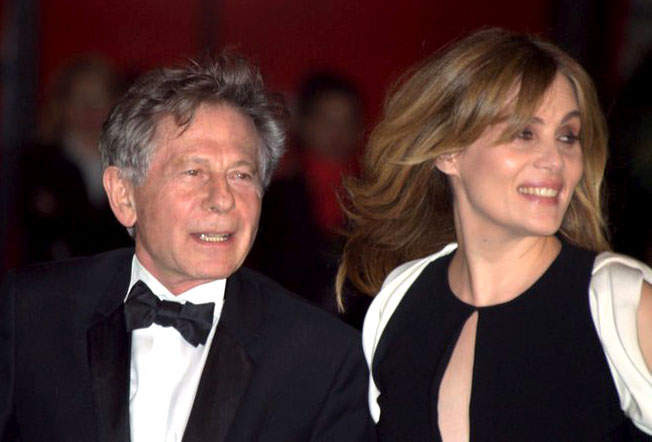
Seigner con su marido Roman Polanski en los Premios César 2011.

Contrajo matrimonio con el director de cine polaco Roman Polanski en 1989. Tiene dos hijos llamados Morgane (1993) y Elvis (1998). Polanski es treinta y tres años mayor que ella. Su esposo ha dirigido varias películas en las que ha actuado, como Bitter Moon junto a Peter Coyote y Hugh Grant y La novena puerta junto a Johnny Depp.
Seigner aparece como el personaje principal en el video musical “Hands Around My Throat” de Death in Vegas. En 2006 se convirtió en cantante principal de la banda de pop rock Ultra Orange, y el nombre del grupo cambió a Ultra Orange & Emmanuelle. Lanzaron un álbum homónimo en 2007. Seigner lanzó un álbum en solitario llamado Distant Lover en 2014. Ella y Polanski viven con sus dos hijos en París. Fue embajadora de la marca polaca Dra. Irena Eris.

## Filmografía
| Año  | Película                                      | Director                  | Personaje               | Notas |
| ---- | --------------------------------------------- | ------------------------- | ----------------------- | --- |
| 2019 | El oficial y el espía                         | Roman Polanski            | Pauline Monnier         | 76.º Festival Internacional de Cine de Venecia el 30 de agosto de 2019, donde obtuvo el Gran Premio del Jurado                                                                          |
| 2013 | La Venus de las pieles                        | Roman Polanski            | Vanda                   | Premio Sociedad Cinéfila Internacional - Mejor actriz Nominada - César a la mejor actriz Nominada - Premio Globo de Cristal a la mejor actriz Nominada - Prix Lumière a la mejor actriz |
| 2012 | En la casa                                    | François Ozon             | Esther                  | |
| 2010 | Essential Killing                             | Jerzy Skolimowski         | Margaret                | |
| 2009 | Giallo                                        | Dario Argento             | Linda                   | |
| 2007 | La escafandra y la mariposa                   | Julian Schnabel           | Céline Desmoulins       | |
| 2007 | La vida en rosa                               | Olivier Dahan             | Titine                  | Nominada - Satellite a la mejor actriz de reparto |
| 2006 | Four Last Songs                               | Francesca Joseph          | Helena                  | |
| 2005 | Backstage                                     | Emmanuelle Bercot         | Lauren Waks             | |
| 2004 | Ils se marièrent et eurent beaucoup d'enfants | Yvan Attal                | Nathalie                | |
| 2004 | Sans toi                                      | Liria Bégéja              | Armelle                 | |
| 2003 | Os Imortais                                   | António-Pedro Vasconcelos | Madeleine Durand        | |
| 2003 | Corps à corps                                 | François Hanss            | Laura Bartelli          | |
| 2001 | Streghe verso nord                            | Giovanni Veronesi         | Lucilla                 | |
| 2001 | Laguna                                        | Dennis Berry              | Thelma Pianon           | |
| 2000 | Fernando Krapp m'a écrit cette lettre         | Yves Di Tullio            | Personaje desconocido   | |
| 1999 | Buddy Boy                                     | Mark Hanlon               | Gloria                  | |
| 1999 | La novena puerta                              | Roman Polanski            | La chica                | |
| 1998 | Place Vendôme                                 | Nicole García             | Nathalie                | Nominada - César a la mejor actriz secundaria |
| 1998 | RPM                                           | Ian Sharp                 | Michelle Claire         | |
| 1997 | La Divine poursuite                           | Michel Deville            | Bobbi                   | |
| 1997 | Nirvana                                       | Gabriele Salvatores       | Lisa                    | |
| 1996 | Pourvu que ça dure                            | Michel Thibaud            | Julie Neyrac            | |
| 1994 | Le Sourire                                    | Claude Miller             | Odile                   | |
| 1992 | Bitter Moon (Luna de Hiel)                    | Roman Polanski            | Mimi                    | |
| 1990 | Il Male oscuro                                | Mario Monicelli           | La niña                 | |
| 1988 | Frantic                                       | Roman Polanski            | Michelle                | |
| 1986 | Cours privé                                   | Pierre Granier-Deferre    | Zanon                   | |
| 1985 | Detective                                     | Jean-Luc Godard           | Princesa de las Bahamas | |
| 1984 | L'Année des méduses (La Gata ardiente)        | Christopher Frank         | Personaje desconocido   | |

## Teatro
- 2000 : Fernando Krapp m’a écrit cette lettre de Tankred Dorst.
- 2003 : Hedda Gabler de Henrik Ibsen
- 2012 : Le Retour de Harold Pinter.